# Anaspis basalis
Anaspis basalis es una especie de coleóptero de la familia Scraptiidae.

## Distribución geográfica
Habita en el Cáucaso, Armenia.